# Барна Микола Миколайович
Мико́ла Микола́йович Ба́рна  (8 лютого 1938, Радоцина Горлицького повіту, Польща — 13 липня 2023, Тернопіль) — український вчений-біолог, ботанік, доктор біологічних наук (2002), професор (1997). Завідувач кафедри ботаніки та декан хіміко-біологічного факультету Тернопільського національного педагогічного університету імені Володимира Гнатюка. Академік Академії наук вищої школи України з 2005 р.

## Біографія
Народився 8 лютого 1938 року в селі Радоцина Горлицького повіту, Польща. У 1945 р. виселений у Харківську область, а наступного року з родиною переїхав на Тернопільщину. Після середньої школи вступив (1956) на лісогосподарський факультет Львівського лісотехнічного інституту, де захопився ботанікою. На третьому курсі брав участь у роботі ІІ Всесоюзної конференції студентів-біологів, де виступив з доповіддю про деревні екзоти в Карпатах.
У 1961 році закінчив Львівський лісотехнічний інститут. Після закінчення інституту (1961) вступив в аспірантуру. В Інституті ботаніки АН України захистив дисертацію на здобуття вченого ступеня кандидата біологічних наук.
В Тернопільському педагогічному університеті працює з 1971 року викладачем, старшим викладачем, доцентом, професором кафедри ботаніки, заступником декана та деканом хіміко-біологічного факультету. Читав курс анатомії і морфології рослин.
Основну роботу поєднував з громадською діяльністю. Був активістом товариства «Лемківщина» в Тернополі.
Помер 13 липня 2023 року. Похований на Микулинецькому цвинтарі Тернополя.

## Науковий доробок
- Тема кандидатської дисертації: «Цитоембріологічне дослідження деяких видів роду Populus у зв'язку з гібридизацією».
- Тема докторської дисертації: «Репродуктивна біологія видів і гібридів родини вербових (Salicaceae Mirb.)» (2001)

Автор 180 наукових праць, з них 1 монографія, 8 навчальних посібників для студентів біологічних спеціальностей вищих закладів освіти, вчителів біології, учнів загальноосвітніх шкіл.
Має п'ять авторських свідоцтв на винаходи.
Микола Барна — головний редактор серії «Біологія» наукових записок Тернопільського національного педагогічного університету імені Володимира Гнатюка.

## Нагороди
Нагороджений медаллю «Ветеран праці» (1987), нагрудним знаком «Відмінник охорони природи УРСР» (1983), нагрудним значком «Відмінник народної освіти» (1987), Почесною грамотою Міністерства освіти України (1995). Соросівський професор (1998). У 2006 році присвоєно почесне звання «Заслужений діяч науки і техніки України». Лауреат Академічної Нагороди Ярослава Мудрого АН ВШ України (2007).